# Xylophanes fassli
Espèce
Xylophanes fassli est une espèce de lépidoptères de la famille des Sphingidae, de la sous-famille des Macroglossinae, tribu des Macroglossini, sous-tribu des Choerocampina, et du genre Xylophanes.

## Description
L’espèce est semblable à Xylophanes rothschildi, mais la tache discale sur le dessus de l'aile antérieure est plus grande, l'ombrage vert olive plus profond à la base est absent et le patch ovale vert foncé distal à la tache discale est plus petit. La coloration rose de la frange de la marge interne de la base à la ligne postmediane n'est visible que sur un examen attentif ou à l'aide d'une loupe.

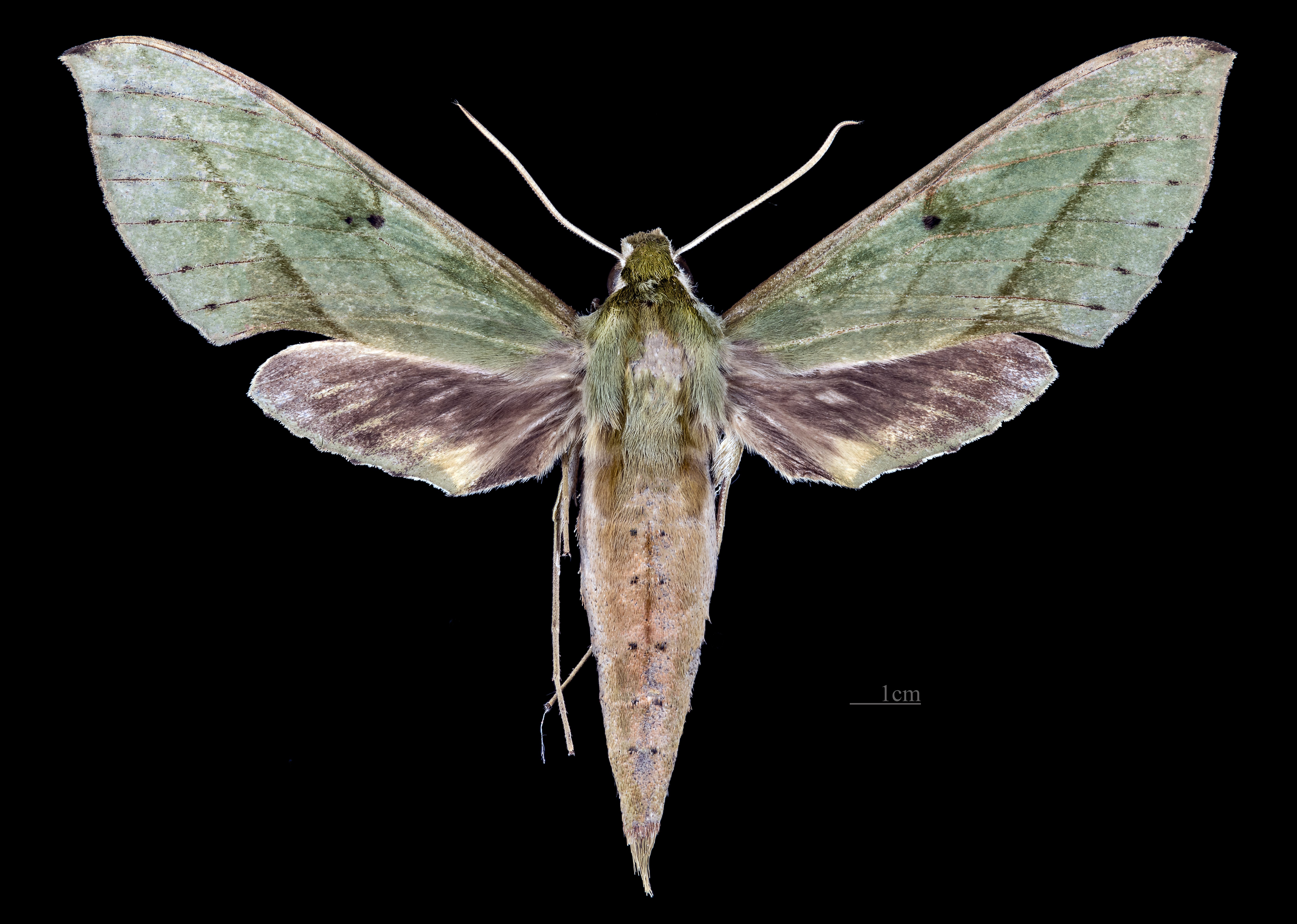
Apers de la femelle (coll.MHNT)
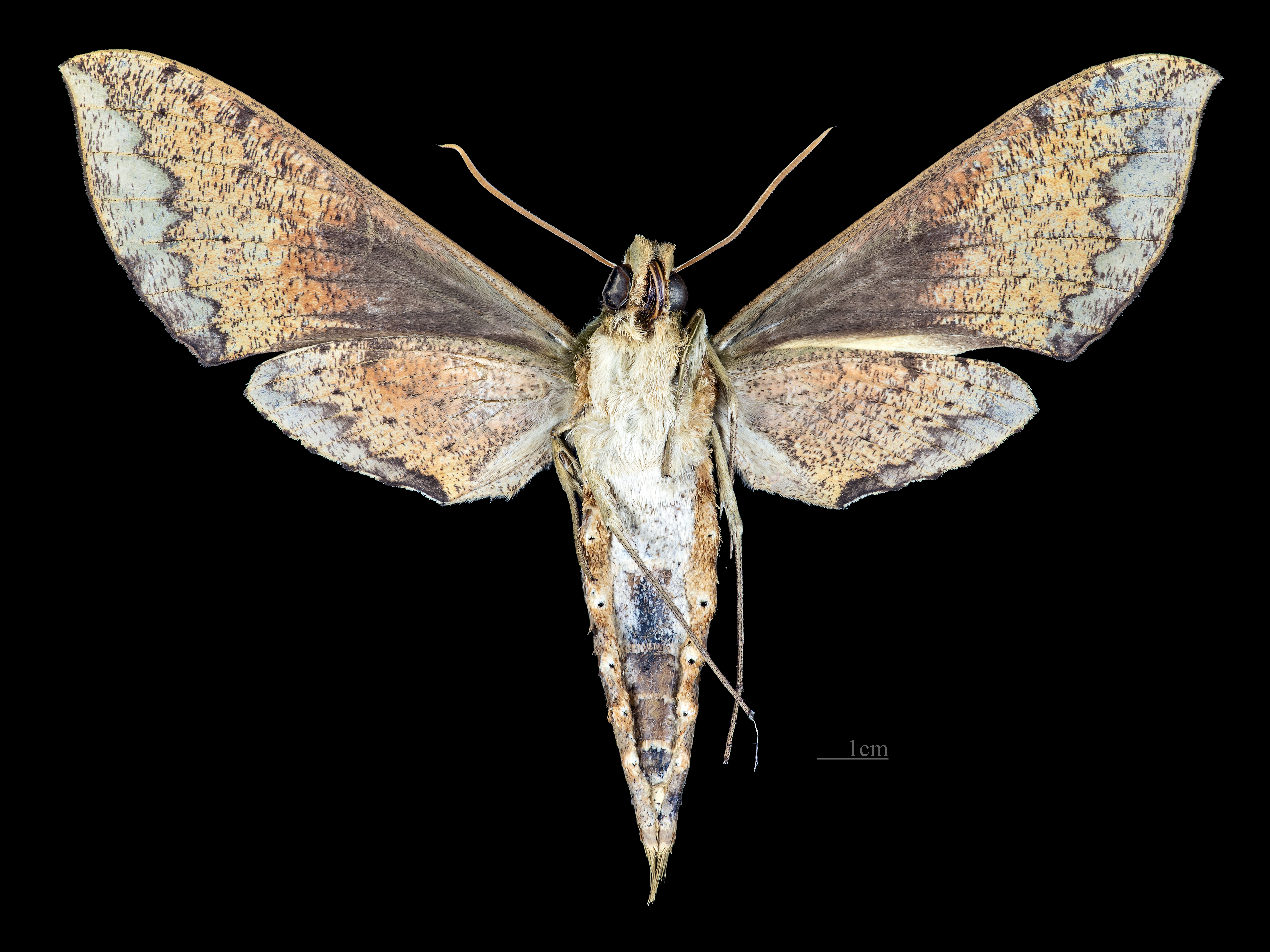
Revers de la femelle (coll.MHNT)

## Biologie
Les chenilles se nourrissent sur les espèces des familles de Rubiaceae et Malvaceae.

## Distribution
L'espèce est endémique de la Bolivie.

## Systématique
- L'espèce Xylophanes porcus a été décrite par l'entomologiste allemand Bruno Gehlen, en 1928, comme sous-espèce de Xylophanes rothschildi sous le nom initial de Xylophanes rothschildi fassli [1].
- La localité type est Rio Songo, 750m, Bolivie.
- Reclassé au rang d'espèce par Eitschberger en 2001[2].

### Synonymie
- Xylophanes rothschildi fassli  Gehlen, 1828 protonyme